# Stenotarsus mombonensis
Stenotarsus mombonensis es una especie de coleóptero de la familia Endomychidae.

## Distribución geográfica
Habita en Nyasaland (África).